# Groupe D du Championnat du monde masculin de handball 2009
Cet article détaille les matchs du Groupe D de la phase préliminaire du Championnat du monde 2009 de handball organisé au Croatie du 16 janvier au 1er février 2009.
Le Danemark a dominé le groupe et n’a eu maille à partir qu’avec les Serbes : menés de 8 buts en première mi-temps les Danois réalisent un impressionnant come-back pour s’imposer d’un petit but 37-36. Si la Serbie s’est également incliné face au Brésil, ce sont pourtant bien les Serbes qui terminent à la deuxième place du groupe tandis que le Brésil échoue à la cinquième place après sa défaite lors de l’ultime journée face à l’Egypte. Enfin, la Norvège, battue d’un but par la Serbie, est la troisième équipe qualifiée.

## Classement final
| \| \| Équipe \| Pts \| J \| G \| N \| P \| Bp \| Bc \| Diff \| \| - \| --------------- \| --- \| - \| - \| - \| - \| --- \| --- \| ---- \| \| 1 \| Danemark \| 10 \| 5 \| 5 \| 0 \| 0 \| 167 \| 121 \| 46 \| \| 2 \| Norvège \| 6 \| 5 \| 3 \| 0 \| 2 \| 162 \| 123 \| 39 \| \| 3 \| Serbie \| 6 \| 5 \| 3 \| 0 \| 2 \| 161 \| 146 \| 15 \| \| 4 \| Égypte \| 4 \| 5 \| 2 \| 0 \| 3 \| 110 \| 126 \| -16 \| \| 5 \| Brésil \| 4 \| 5 \| 2 \| 0 \| 3 \| 128 \| 158 \| -30 \| \| 6 \| Arabie saoudite \| 0 \| 5 \| 0 \| 0 \| 5 \| 107 \| 161 \| -54 \| | - Qualification pour le tour principal - Qualification pour la Coupe du Président |     |   |   |   |   |     |     |      |
| | Équipe                                                                            | Pts | J | G | N | P | Bp  | Bc  | Diff |
| 1 | Danemark                                                                          | 10  | 5 | 5 | 0 | 0 | 167 | 121 | 46   |
| 2 | Norvège                                                                           | 6   | 5 | 3 | 0 | 2 | 162 | 123 | 39   |
| 3 | Serbie                                                                            | 6   | 5 | 3 | 0 | 2 | 161 | 146 | 15   |
| 4 | Égypte                                                                            | 4   | 5 | 2 | 0 | 3 | 110 | 126 | -16  |
| 5 | Brésil                                                                            | 4   | 5 | 2 | 0 | 3 | 128 | 158 | -30  |
| 6 | Arabie saoudite                                                                   | 0   | 5 | 0 | 0 | 5 | 107 | 161 | -54  |

## Détail des matchs

### Journée 1
| 17 janvier 2009 16 h 15 CET | Norvège           | 39 - 23   | Arabie saoudite   | Centre sportif Žatika, Poreč Affluence : 2 000 Arbitrage : Gatelis, Mazeika |
| 17 janvier 2009 16 h 15 CET | Erlend Mamelund 8 | (19 - 10) | Bandar Al-Harbi 6 | Centre sportif Žatika, Poreč Affluence : 2 000 Arbitrage : Gatelis, Mazeika |
| 17 janvier 2009 16 h 15 CET | ×3                | Rapport   | ×3 ×7             | Centre sportif Žatika, Poreč Affluence : 2 000 Arbitrage : Gatelis, Mazeika |

| 17 janvier 2009 18 h 15 CET | Égypte           | 22 - 30   | Serbie       | Centre sportif Žatika, Poreč Affluence : 2 500 Arbitrage : Baum, Góralczyk |
| 17 janvier 2009 18 h 15 CET | Ahmed El-Ahmar 8 | (12 - 12) | Stojanović 6 | Centre sportif Žatika, Poreč Affluence : 2 500 Arbitrage : Baum, Góralczyk |
| 17 janvier 2009 18 h 15 CET | ×5 ×6            | Rapport   | ×3 ×5        | Centre sportif Žatika, Poreč Affluence : 2 500 Arbitrage : Baum, Góralczyk |

| 17 janvier 2009 20 h 15 CET | Danemark            | 40 - 27   | Brésil     | Centre sportif Žatika, Poreč Affluence : 2 200 Arbitrage : Gousko, Repkin |
| 17 janvier 2009 20 h 15 CET | Lars Christiansen 8 | (19 - 12) | E. Silva 6 | Centre sportif Žatika, Poreč Affluence : 2 200 Arbitrage : Gousko, Repkin |
| 17 janvier 2009 20 h 15 CET | ×3 ×2               | Rapport   | ×3 ×5      | Centre sportif Žatika, Poreč Affluence : 2 200 Arbitrage : Gousko, Repkin |

### Journée 2
| 18 janvier 2009 16 h 15 CET | Brésil             | 21 - 39  | Norvège              | Centre sportif Žatika, Poreč Affluence : 1 500 Arbitrage : Baum, Góralczyk |
| 18 janvier 2009 16 h 15 CET | E. Silva, Hubner 4 | (8 - 17) | Lars Erik Bjørnsen 7 | Centre sportif Žatika, Poreč Affluence : 1 500 Arbitrage : Baum, Góralczyk |
| 18 janvier 2009 16 h 15 CET | ×3 ×4              | Rapport  | ×3                   | Centre sportif Žatika, Poreč Affluence : 1 500 Arbitrage : Baum, Góralczyk |

| 18 janvier 2009 18 h 15 CET | Arabie saoudite   | 18 - 26  | Égypte            | Centre sportif Žatika, Poreč Affluence : 1 500 Arbitrage : Lazaar, Reveret |
| 18 janvier 2009 18 h 15 CET | Bandar Al-Harbi 9 | (8 - 12) | Hussein Hussein 7 | Centre sportif Žatika, Poreč Affluence : 1 500 Arbitrage : Lazaar, Reveret |
| 18 janvier 2009 18 h 15 CET | ×3 ×6             | Rapport  | ×4 ×3             | Centre sportif Žatika, Poreč Affluence : 1 500 Arbitrage : Lazaar, Reveret |

| 18 janvier 2009 20 h 15 CET | Serbie        | 36 - 37   | Danemark        | Centre sportif Žatika, Poreč Affluence : 3 500 Arbitrage : Gousko, Repkin |
| 18 janvier 2009 20 h 15 CET | Momir Ilić 10 | (22 - 16) | Hans Lindberg 8 | Centre sportif Žatika, Poreč Affluence : 3 500 Arbitrage : Gousko, Repkin |
| 18 janvier 2009 20 h 15 CET | ×3 ×8         | Rapport   | ×2 ×4           | Centre sportif Žatika, Poreč Affluence : 3 500 Arbitrage : Gousko, Repkin |

### Journée 3
| 19 janvier 2009 17 h 00 CET | Brésil           | 32 - 30   | Serbie       | Centre sportif Žatika, Poreč Affluence : 1 000 Arbitrage : Lazaar, Reveret |
| 19 janvier 2009 17 h 00 CET | Felipe Borges 10 | (14 - 14) | Momir Ilić 7 | Centre sportif Žatika, Poreč Affluence : 1 000 Arbitrage : Lazaar, Reveret |
| 19 janvier 2009 17 h 00 CET | ×3 ×2            | Rapport   | ×3 ×2        | Centre sportif Žatika, Poreč Affluence : 1 000 Arbitrage : Lazaar, Reveret |

| 19 janvier 2009 19 h 10 CET | Norvège             | 30 - 20   | Égypte            | Centre sportif Žatika, Poreč Affluence : 1 650 Arbitrage : Gatelis, Mazeika |
| 19 janvier 2009 19 h 10 CET | Kristian Kjelling 9 | (14 - 10) | Hussein Hussein 9 | Centre sportif Žatika, Poreč Affluence : 1 650 Arbitrage : Gatelis, Mazeika |
| 19 janvier 2009 19 h 10 CET | ×3 ×2               | Rapport   | ×3 ×6             | Centre sportif Žatika, Poreč Affluence : 1 650 Arbitrage : Gatelis, Mazeika |

| 19 janvier 2009 21 h 15 CET | Danemark         | 32 - 13  | Arabie saoudite    | Centre sportif Žatika, Poreč Affluence : 800 Arbitrage : Baum, Góralczyk |
| 19 janvier 2009 21 h 15 CET | Anders Eggert 10 | (17 - 4) | Mustafa Al-Habib 6 | Centre sportif Žatika, Poreč Affluence : 800 Arbitrage : Baum, Góralczyk |
| 19 janvier 2009 21 h 15 CET | ×3 ×1            | Rapport  | ×3 ×2              | Centre sportif Žatika, Poreč Affluence : 800 Arbitrage : Baum, Góralczyk |

### Journée 4
| 21 janvier 2009 17 h 00 CET | Arabie saoudite   | 24 - 26   | Brésil          | Centre sportif Žatika, Poreč Affluence : 1 000 Arbitrage : Gatelis, Mazeika |
| 21 janvier 2009 17 h 00 CET | Bandar Al-Harbi 9 | (10 - 14) | Felipe Borges 9 | Centre sportif Žatika, Poreč Affluence : 1 000 Arbitrage : Gatelis, Mazeika |
| 21 janvier 2009 17 h 00 CET | ×3 ×2             | Rapport   | ×3 ×6           | Centre sportif Žatika, Poreč Affluence : 1 000 Arbitrage : Gatelis, Mazeika |

| 21 janvier 2009 19 h 10 CET | Norvège      | 26 - 27   | Serbie        | Centre sportif Žatika, Poreč Affluence : 3 500 Arbitrage : Baum, Góralczyk |
| 21 janvier 2009 19 h 10 CET | Frank Løke 6 | (10 - 12) | Marko Vujin 6 | Centre sportif Žatika, Poreč Affluence : 3 500 Arbitrage : Baum, Góralczyk |
| 21 janvier 2009 19 h 10 CET | ×4 ×2        | Rapport   | ×3 ×5         | Centre sportif Žatika, Poreč Affluence : 3 500 Arbitrage : Baum, Góralczyk |

| 21 janvier 2009 21 h 15 CET | Égypte            | 17 - 26  | Danemark            | Centre sportif Žatika, Poreč Affluence : 1 200 Arbitrage : Lazaar, Reveret |
| 21 janvier 2009 21 h 15 CET | Hussein Hussein 4 | (7 - 12) | Lars Christiansen 7 | Centre sportif Žatika, Poreč Affluence : 1 200 Arbitrage : Lazaar, Reveret |
| 21 janvier 2009 21 h 15 CET | ×3 ×4             | Rapport  | ×3                  | Centre sportif Žatika, Poreč Affluence : 1 200 Arbitrage : Lazaar, Reveret |

### Journée 5
| 22 janvier 2009 16 h 15 CET | Serbie                | 38 - 29   | Arabie saoudite    | Centre sportif Žatika, Poreč Affluence : 800 Arbitrage : Gatelis, Mazeika |
| 22 janvier 2009 16 h 15 CET | Bojinović, Marković 6 | (21 - 13) | Mustafa Al-Habib 6 | Centre sportif Žatika, Poreč Affluence : 800 Arbitrage : Gatelis, Mazeika |
| 22 janvier 2009 16 h 15 CET | ×3                    | Rapport   | ×3 ×6              | Centre sportif Žatika, Poreč Affluence : 800 Arbitrage : Gatelis, Mazeika |

| 22 janvier 2009 18 h 15 CET | Égypte            | 25 - 22  | Brésil          | Centre sportif Žatika, Poreč Affluence : 2 000 Arbitrage : Lazaar, Reveret |
| 22 janvier 2009 18 h 15 CET | Hussein Hussein 6 | (13 - 6) | Felipe Borges 5 | Centre sportif Žatika, Poreč Affluence : 2 000 Arbitrage : Lazaar, Reveret |
| 22 janvier 2009 18 h 15 CET | ×3 ×5             | Rapport  | ×3 ×5           | Centre sportif Žatika, Poreč Affluence : 2 000 Arbitrage : Lazaar, Reveret |

| 22 janvier 2009 20 h 15 CET | Danemark         | 32 - 28   | Norvège             | Centre sportif Žatika, Poreč Affluence : 3 200 Arbitrage : Gousko, Repkin |
| 22 janvier 2009 20 h 15 CET | Mikkel Hansen 10 | (16 - 14) | Kristian Kjelling 9 | Centre sportif Žatika, Poreč Affluence : 3 200 Arbitrage : Gousko, Repkin |
| 22 janvier 2009 20 h 15 CET | ×3 ×2            | Rapport   | ×2 ×4               | Centre sportif Žatika, Poreč Affluence : 3 200 Arbitrage : Gousko, Repkin |